# Bothrocara pusillum
Bothrocara pusillum är en fiskart som först beskrevs av Bean, 1890.  Bothrocara pusillum ingår i släktet Bothrocara och familjen tånglakefiskar. Inga underarter finns listade.